# Aldo Bini
Aldo Bini (30. juli 1915 – 16. juni 1993) var en italiensk landevejscykelrytter. Han blev født i Montemurlo.